# Buffalo Bills
Buffalo Bills er et professionelt amerikansk fodboldhold, som blev stiftet den 28. oktober 1959 af holdets legendariske tidligere ejer Ralph C. Wilson Jr. Buffalo Bills er beliggende i den vestlige del af staten New York. Buffalo Bills er en del af AFC-East-konferencen i NFL. Buffalo Bills har været i Super Bowl fire gange, men desværre for bøflerne er alle fire kampe endt med nederlag. Navnet Buffalo Bills kommer af den legendariske bøffel-jæger og amerikanske soldat, William Frederick Cody – bedre kendt som Buffalo Bill.
Blandt de mest legendariske Buffalo Bills-spillere kan man bl.a. nævne: Jim Kelly, O.J. Simpson, Bruce Smith, Thurman Thomas, Andre Reed, Bob Kalsu, Joe Ferguson og Kent Hull.
Buffalo Bills sluttede 2006-sæsonen med 7 sejre og 9 nederlag, men der var mange positive ting, man kan tage fra 2006-sæsonen; bl.a. det faktum at Bills' startende QB og tidligere 1.runde valg, J.P Losman endelig slog til, Losman spillede en solid 2006-sæson, hvor han havde et godt samarbejde med Bills' 1.WR Lee Evans, som betød at Evans også havde en breakout season, hvor han greb 82 bolde for 1292 yards og otte touchdowns.